# Hermann Oschatz
Hermann Oschatz (* 9. Februar 1900 in Leipzig; † 27. Oktober 1980 in Berlin) war ein deutscher Lektor und Parlamentsabgeordneter der DDR-Blockpartei National-Demokratische Partei Deutschlands (NDPD).

## Leben
Oschatz besuchte nach der Volksschule ein Lehrerseminar und wurde 1920 Lehrer. Es ist anzunehmen, dass er dabei zeitweise in Großhartmannsdorf unterrichtete, da seine Tochter Ruth 1926 dort geboren wurde. Ab 1928 war er Dozent am Pädagogischen Institut der Universität Leipzig, aus dem er nach der „Machtergreifung“ der Nationalsozialisten 1933 entlassen wurde. Am 8. Juni 1937 beantragte er die Aufnahme in die NSDAP und wurde rückwirkend zum 1. Mai desselben Jahres aufgenommen (Mitgliedsnummer 4.311.797). 1941 wurde er zur deutschen Wehrmacht eingezogen und leistete als Soldat bis 1945 Kriegsdienst. Nach seiner Entlassung aus der Gefangenschaft trat er in die Redaktion des Mitteldeutschen Rundfunks ein. Später wurde er Lektor für deutsche Sprache und Literatur an der Deutschen Hochschule für Körperkultur in Leipzig. 1956 wechselte er als Cheflektor zum Verlag der Nation nach Berlin.

## Politik
Oschatz trat 1949 der nach dem Zweiten Weltkrieg in der Sowjetischen Besatzungszone neugegründeten NDPD bei und wurde später in den Hauptausschuss und zum Vorsitzenden des Kulturpolitischen Ausschusses der NDPD gewählt.
In den beiden Wahlperioden von 1950 bis 1954 und von 1954 bis 1958 war Oschatz Mitglied der NDPD-Fraktion in der Volkskammer der DDR.

## Privates
Hermann Oschatz war der Vater der Komponistin Ruth Zechlin. Im Februar 1975 wurde er mit dem Vaterländischen Verdienstorden in Silber geehrt. In der Meldung darüber wird er als Leiter der Arbeitsgruppe Kultur der Urania im Stadtbezirk Berlin-Köpenick benannt.